# カードゲーム9
『カードゲーム9』（カードゲームナイン）は、2006年8月31日にタイトーから発売されたニンテンドーDS用ゲームソフト。
トランプや花札等のカードゲームを中心に、9種類のテーブルゲームを遊ぶことができる。育てるペットは「犬」か「猫」のいずれかから自由に選べます。

## 収載されているゲーム
- ポーカー
- ブラックジャック
- 七並ベ
- 大富豪
- セブンブリッジ
- こいこい
- 花合わせ
- ソリティア
- 軍人将棋